# Tanaka Tatsuya
Tanaka Tatsuya (sinh ngày 27 tháng 11 năm 1982) là một cầu thủ bóng đá người Nhật Bản.

## Đội tuyển bóng đá quốc gia Nhật Bản
Tanaka Tatsuya thi đấu cho đội tuyển bóng đá quốc gia Nhật Bản từ năm 2005 đến 2009.

## Thống kê sự nghiệp
| Đội tuyển bóng đá Nhật Bản | Đội tuyển bóng đá Nhật Bản | Đội tuyển bóng đá Nhật Bản |
| Năm                        | Trận                       | Bàn                        |
| -------------------------- | -------------------------- | -------------------------- |
| 2005                       | 2                          | 1                          |
| 2006                       | 4                          | 0                          |
| 2007                       | 2                          | 0                          |
| 2008                       | 4                          | 1                          |
| 2009                       | 4                          | 1                          |
| Tổng cộng                  | 16                         | 3                          |

### Bàn thắng quốc tế
| #  | Ngày                 | Địa điểm                                          | Đối thủ    | Bàn thắng | Kết quả | Giải đấu                         |
| -- | -------------------- | ------------------------------------------------- | ---------- | --------- | ------- | -------------------------------- |
| 1. | 3 tháng 8 năm 2005   | Sân vận động World Cup Daejeon, Daejeon, Hàn Quốc | Trung Quốc | 2–2       | 2–2     | Giải vô địch bóng đá Đông Á 2005 |
| 2. | 19 tháng 11 năm 2008 | Sân vận động Jassim bin Hamad, Doha, Qatar        | Qatar      | 1–0       | 3–0     | Vòng loại World Cup 2010         |
| 3. | 20 tháng 1 năm 2009  | Sân vận động KKWing, Kumamoto, Nhật Bản           | Yemen      | 2–1       | 2–1     | Vòng loại Asian Cup 2011         |